# Rudolf Schreiber (Agrarwissenschaftler)
Rudolf Schreiber (* 17. Januar 1897 in Aich bei Karlsbad, Österreich-Ungarn; † 17. März 1984 in Gießen) war ein deutscher Agrarwissenschaftler und Hochschullehrer.

## Leben und Werk
Er war der Sohn des Schauspielers Anton Sperck und der Johanna Schreiber. Schreiber studierte nach dem Schulabschluss in Prag und Tetschen-Liebwerd und erlangte den Abschluss als Diplom-Landwirt, später auch den des Diplom-Ingenieurs und promovierte zum Dr.-Ing. Seit 1919 war er Mitglied der Burschenschaft Demetria Tetschen-Liebwerd (seit Münchener Burschenschaft Sudetia).
1942 wurde er Dozent an der Universität Gießen und 1948 außerplanmäßiger Professor. 1958 erfolgte seine Ernennung zum Wissenschaftlichen Rat. Seit 1955 gehörte er dem Farmers Club London an.
Spezialisiert hatte sich Schreiber auf Agrikulturchemie, Pflanzenernährung und Düngung sowie Tierernährung und -fütterung.

## Schriften (Auswahl)
- Kleines Handbuch der Gärfutterbereitung. Radebeul, Berlin, 1950.
- Der Säure-Basen-Haushalt und Mineralstoffwechsel der landwirtschaftlichen Nutztiere. Brühlscher Verlag, Gießen 1951.

## Nachlass
- Sein wissenschaftlicher Nachlass befindet sich im Universitätsarchiv Gießen.[2]